# Бейдер, Эмили
Эмили Бейдер (англ. Emily Bader; род. 8 ноября 1996) — американская актриса кино и телевидения. Наиболее известна по роли Джейн Грей в сериале Amazon Prime Video «Моя леди Джейн», основанном на одноимённом романе писательницы Джоди Медоуз.

## Биография
Эмили Бейдер родилась 8 ноября 1996 года и выросла в Темекьюле, штат Калифорния. Она изучала театральное искусство в Университете Лойола Мэримаунт в Лос-Анджелесе, который окончила в 2016 году.
Дебютировала в профессиональном театре на сцене Geffen Playhouse в Лос-Анджелесе в спектакле Our Very Own Carlin McCullough в 2018 году
В 2021 году Бейдер сыграла главную роль Марго в фильме «Паранормальное явление: Ближайший родич». В декабре того же года она получила главную роль в проекте Дженнифер Эспозито «Fresh Kills» в роли дочери Эспозито Роуз. Премьера фильма состоялась на кинофестивале Tribeca в июне 2023 года.
Бейдер появилась в роли Хлои в четвёртом сезоне молодёжного фэнтези-сериала Charmed. В августе 2022 года она получила роль леди Джейн Грей в восьмисерийном историко-фентезийном комедийно-драматическом телесериале Amazon Studios «Моя леди Джейн» вместе с Эдвардом Блюмелем, Домиником Купером и Джимом Бродбентом, премьера которого состоялась на Amazon Prime Video в 2024 году.